# محافظة آوموري
محافظة آوموري (باليابانية:  青森県 آوموري-كن) هي إحدى محافظات الـيابان تقع في منطقة توهوكو، وعاصمتها مدينة «آوموري».

## معالم سياحية
- شيراكامي-سانتشي

## توأمة
لمحافظة آوموري اتفاقيات توأمة مع كل من:
- سانتا كاتارينا [5]
- خاباروفسك كراي [5]
- مين [5]
- ليغوريا [5]
- داليان [5]
- جيجو [5]
- تاينان

## أعلام
- تسويوشي فوروكاوا
- كوجي كوماجاي
- ماساتو هاراساكي
- يوريا وهارا
- شوكيتشي ساتو
- يوشي شيراتوري